# 東條達也
東條 達也（とうじょう たつや、8月11日 - ）は、日本の声優、舞台俳優。神奈川県出身。81プロデュース所属。

## 略歴
東京アナウンスアカデミー出身。
以前は東京俳優生活協同組合、大平プロダクション（2007年所属）に所属していた。

## 人物
趣味・特技には読書、食べ歩き、博物館巡り、プログラミングを挙げている。
普通自動車免許、学芸員資格、情報処理技術者の資格を持っている。

## 出演

### テレビアニメ
2018年
- SPIRITPACT -黄泉の契り-（手下）
- 働くお兄さん!の2!（パンダ、ヒツジ）
- 百錬の覇王と聖約の戦乙女（長老）
- キラキラハッピー★ ひらけ!ここたま（おじいさん）

2019年
- ゾイドワイルド（店主）

2020年
- 魔術士オーフェンはぐれ旅（村の男たち、レンジャーたち、長老たち、隊長、ドラゴン信仰者たち）
- 22/7（ジュンの父）
- LISTENERS リスナーズ（文房具店員）
- カードファイト!! ヴァンガード外伝 イフ-if-（警備員）

2021年
- アイドールズ!（古参ファンA）
- ひぐらしのなく頃に卒（村人）
- プラチナエンド（医者）

2022年
- 群青のファンファーレ（ゴルフ場オーナー）
- アイドリッシュセブン Third BEAT!（組合員D）

2023年
- HIGH CARD（衛兵、警官、運搬員）
- 便利屋斎藤さん、異世界に行く（アベレス）
- 名探偵コナン（ジョージ）
- MIX MEISEI STORY 2ND SEASON 〜二度目の夏、空の向こうへ〜（審判）
- 異世界はスマートフォンとともに。2（騎士）
- デッドマウント・デスプレイ（サラリーマン）

2025年
- 天久鷹央の推理カルテ
- ダンダダン（消防士）

### 劇場アニメ
- プロメア（2019年）

### ゲーム
- 東京ドラゴンシティ（2017年）
- デュエル・マスターズ プレイス（2019年 - 2020年、爆炎野郎ジョー、傀儡将ボルギーズ、黒神龍イゾリストヴァル、黒神龍ギランド、ボルテール・ドラゴン、緑神龍ジオブリード）
- ファイナルファンタジーVII リメイク（2020年）
- ファイナルファンタジーVII リバース（2024年）

### ドラマCD
- 81プロデュース35周年記念企画『紫電改のタカ』（2015年）
- THE IDOLM@STER THE@TER CHALLENGE 02（2019年、兵士）
- THE IDOLM@STER MILLION THE@TER WAVE 06 花咲夜（2020年、スタッフ）

### 吹き替え

#### 映画
- アンダー・ザ・シルバーレイク（婚約者 他）
- アントマン&ワスプ（手下 [12]他）
- イコライザー2（レズニック〈ジョナサン・スカーフ〉 他）
- ウィンド・リバー （警備男1 他）
- 白雪姫[13]
- ネイビーシールズ ナチスの金塊を奪還せよ!（指揮官〈スヴェン・ワースナー〉 他）
- ハープーン 船上のレクイエム（レズニック 他）
- フライト・リミット（オクタビオ 他）

#### ドラマ
- エレメンタリー ホームズ&ワトソン in NY（キーティング）
- ゴッドファーザー・オブ・ハーレム（シーセル・パーメンター 他）
- スーパーナチュラル13（シンプル）
- HAWAII FIVE-0 シーズン2（インストラクター）
- Mr.イグレシアス
- やりすぎ配信! ビザードバーク（ケニー）
- REIGN/クイーン・メアリー（ダニエル）

#### アニメ
- アベンジャーズ・アッセンブル
- ガーディアンズ・オブ・ギャラクシー
- きかんしゃトーマス Go!Go!地球まるごとアドベンチャー（63番のラリーカー 他）
- ザ・シンプソンズ（クランシー・ウィガム署長〈3代目〉）
- せかいは ふしぎで できている!（デイブ先生 他）
- チップとデールの大作戦 レスキュー・レンジャーズ（男子生徒 他）
- マーベル スパイダーマン
- ミッキーマウスのワンダフルワールド（手下）
- ミッキーマウスのワンダフル・サマー（ボート運転手A）

### オーディオブック
- 友人キャラは大変ですか?（2019年[14]）
- プロペラオペラ（2020年、燕子花笹男 ほか[15]）

### デジタルコミック
- いじめ〜最後の願い〜（2020年、宝生の父[16]）
- そらいろメモリアル（2020年、蒼月の父[17]）

### テレビ番組
- ゴー!ゴー!キッチン戦隊クックルン お正月SP（ダークたち、悪の軍団の手下）
- にっぽん!歴史鑑定「古代史ミステリー 遣隋使と遣唐使」（文帝、使者、小野妹子 他）

### 特撮
- ウルトラマンタイガ（2019年、ゴドラ星人）

### 舞台
2007年
- 天神さまのほそみち（男1）

2008年
- 天才バカボンのぱぱなのだ（再演）（パパ）
- 天神のほそみち（再演）（男4・5）

2009年
- 天神のほそみち（再演）（男3）
- 天才バカボンのパパなのだ（再演）（署長）

2010年
- 海ゆかば水漬く屍（傷病兵1）

2011年
- 天才バカボンのパパなのだ（再演）（署長）
- マッチ売りの少女（再演）（初老の男、男の声）

2013年
- 雰囲気のある死体（再演）（男3）